# شيغيو تسوتسوى
شيغيو تسوتسوى هو عسكري ياباني، ولد في 1920، وتوفي في 2014.